# 斯米尔内赫
斯米尔内赫（俄语：Смирных）是一个位于库页岛中部的城市，属于俄罗斯萨哈林州管辖。在日治时代（1905年-1945年）被称为气屯（日语：／）。

## 概要
斯米尔内赫位于库页岛中部靠近北纬50度线的地方。距离南萨哈林斯克363千米，波罗奈斯克73千米。人口7624人（2017年）。